# اوچامچیرا
اوچامچیرا یا اوچامچیره (به گرجی: ოჩამჩირე؛ به آبخازی: Очамчыра، Ochamchyra؛ به روسی: Очамчира) یکی از شهرهای گرجستان است.
این شهر بر کرانه دریای سیاه در جمهوری خودگردان آبخازستان جای دارد و مرکز بخش اوچامچیرا است.
اوچامچیرا در جنوب سوخومی مرکز آبخازستان قرار دارد.
جمعیت این شهر در سال ۱۹۷۸ برابر با ۱۸٬۷۰۰ نفر بوده است.